# مالت (فیلم)
مالت یا ماهی کفال (به انگلیسی: Mullet) فیلمی محصول سال ۲۰۰۱ و به کارگردانی دیوید سزار است. در این فیلم بازیگرانی همچون بن مندلسون، سوزی پورتر، وین بلر، نش اجرتون و برایان براون ایفای نقش کرده‌اند.
نام فیلم به شکار غیرقانونی ماهی کفال و همچنین نام مستعار شخصیت اصلی داستان (مالت) اشاره دارد.